# Tango satánico
Tango satánico ( en húngaro: Sátántangó) es la primera novela (1985) del escritor húngaro László Krasznahorkai. Fue adaptada en una película de siete horas, que fue ampliamente aclamada, Sátántangó (1994), dirigida por Béla Tarr.

## Trama
Un pequeño asentamiento en la tierra de nadie de Hungría. Todo está deteriorado, los campos ya no se cultivan, la mayoría de las casas, casi chozas, están quebradizas, el yeso se está desmoronando. Llueve constantemente, todo está mohoso. Ya casi nadie vive allí, un posadero, un director de escuela sin escuela, un médico que no quiere curar, unos pastores y sus mujeres que engañan a sus maridos. Todos se odian unos a otros, todos se engañan unos a otros. Es un infierno pequeño y desolado. El personaje principal, Irimiás, un estafador que se hace pasar por salvador, llega a la aldea, logra un poder casi ilimitado sobre los habitantes, consigue que le entreguen todo su dinero, que tanto les costó ganar y los convence de mudarse a otra aldea abandonada en las cercanías El propósito de Irimiás es únicamente  ganar dinero y poder.
Se trata de una parábola oscura sobre una tierra temerosa, agresiva, de desesperación, abismo e inhumanidad, un libro sobre la manipulación y el poder de las palabras, sobre la esperanza y la traición. Irimiás es un falso profeta, un espía de la policía al que todo el mundo está feliz de creer. Solo un misterioso repique de campanas suena como una advertencia en el pueblo, solo un loco tartamudea algunos sonidos: no ayuda. La gente prefiere bailar, prefiere celebrar su próxima liberación en la taberna del pueblo con un tango satánico nocturno, y luego lo siguen hasta su perdición.

## Estructura
La novela es una pieza posmodernista y, si bien tiene una trama, muchos detalles no se describen y quedan poco claros. Cada capítulo es un párrafo largo que no contiene saltos de línea. La obra consta de dos partes, cada parte de seis unidades más pequeñas. En lugar de un índice, podemos leer un orden de baile que también hace referencia al  título. En la primera parte, las unidades van del uno al seis, y luego en la segunda parte al revés: del seis al uno, esto es una referencia a la ciclicidad, el círculo vicioso. La obra está organizada en forma de red. Los enlaces hacia adelante y hacia atrás conectan las partes individuales, conectando y reconectando tanto a la novela como al lector. El lector se enreda en esta telaraña al tratar de encontrar los antecedentes de cada referencia en aras de la claridad de la novela, es casi imposible encontrarlos todos. Esta estructura hace consciente al lector de que la obra es un texto y también de la actividad del receptor: impide la lectura lineal y la inmersión en la obra. Esta semejanza de red le proporciona a la novela una sensación casi espacial. Los personajes también están conectados en tal halo. Semeja una telaraña, incluso la más mínima vibración se puede sentir en cualquier punto. Al final del libro, se pierde el cierre, se reinicia la obra, ya que uno de los personajes (el médico) escribió la historia. No hay final, todo comienza de nuevo. Así, la obra hace que el lector relea.

## Recepción
Jacob Silverman, en el The New York Times, hizo una reseña del libro en 2012 y escribió que "comparte muchas de las preocupaciones temáticas de las últimas novelas de [Krasznahorkai]: la suspensión del tiempo, una sensación apocalíptica de crisis y decadencia, pero en conjunto es una obra más digerible. Su historia salta en perspectiva y temporalidad, pero la narrativa rara vez es poco clara. Para un escritor cuyos personajes a menudo exhiben una interioridad claustrofóbica, Krasznahorkai se muestra inesperadamente extrovertido y divertido".
Theo Tait en The Guardian elogió la novela y, en particular, dijo que "posee una visión distintiva y convincente". Señaló que hay una influencia visible de Franz Kafka y Samuel Beckett en la misma.
La crítica literaria alemana también elogió la obra: "El hecho de que la novela brille a pesar de toda la oscuridad se debe al brillante estilo del autor, que en largas cascadas de palabras describe lo inexplicable con tanta finura y realismo como la realidad que nada bajo la lluvia. Que escribe de manera tan insistentemente humana, melancólica y lúcida, sobre lo más íntimo del ser humano, sobre los rincones ocultos del alma. Es una pequeña obra maestra oscura y brillante."
Otros comentarios de la prensa:
«Krasznahorkai ha escrito un contubernio burlesco a la vez que un ejercicio de metafísica de taberna y de lóbrega distopía».  Javier Aparicio Maydeu, El País -Babelia
«Novela que lanzó al autor a la fama en su país y que puede ser calificada sin temor a la exageración de obra maestra. Siniestra crudeza y aberración brutal de lo cotidiano. Un verdadero clásico de la literatura húngara».  Mercedes Monmany, ABC -Cultural
«Krasznahorkai ofrece un texto con un humor diabólico parecido al de maestros como Gogol o Bulgakov, y todo gracias a unos personajes libertinos y un final misterioso que no deja–no puede dejar–indiferente al lector».  El Periódico Mediterráneo
«Una distopía apocalíptica del húngaro más sombrío y crudo».  La Nueva España
«La prosa de Krasznahorkai es tan precisa y detallada en cada uno de sus adjetivos que incluso somos capaces de oler el hedor que emana el mundo apocalíptico que evoca su primera novela».  Alan Salvadó, Diari de Tarragona
«Una novela de una originalidad pasmosa y de una ambigüedad desafiante».  The New York Times
«Una novela monumental–rica, emocionante y magistralmente urdida–en la que descubrimos una mirada tan singular como cautivadora».  The Guardian
«Cuando uno entra en una novela de Krasznahorkai tiene que dejarse conducir por la narración porque al final uno siempre lo encuentra todo. Es al final de sus historias, cuando todo tiene más sentido».  Manel Haro, Llegir en cas d’incendi 